# Amerikai Szamoa a 2000. évi nyári olimpiai játékokon
Amerikai Szamoa az ausztráliai Sydneyben megrendezett 2000. évi nyári olimpiai játékok egyik részt vevő nemzete volt. Az országot az olimpián 3 sportágban 4 sportoló képviselte, akik érmet nem szereztek.

## Atlétika
Férfi
| Versenyző        | Versenyszám | Előfutam | Előfutam | Előfutam | Negyeddöntő | Negyeddöntő | Negyeddöntő | Elődöntő | Elődöntő | Elődöntő | Döntő   | Döntő    |
| Versenyző        | Versenyszám | Idő      | Hely.    | Össz.    | Idő         | Hely.       | Össz.       | Idő      | Hely.    | Össz.    | Idő     | Helyezés |
| ---------------- | ----------- | -------- | -------- | -------- | ----------- | ----------- | ----------- | -------- | -------- | -------- | ------- | -------- |
| Kelsey Nakanelua | 100 m       | 10,93    | 8.       | 79.      | kiesett     | kiesett     | kiesett     | kiesett  | kiesett  | kiesett  | kiesett | kiesett  |

Női
| Versenyző     | Versenyszám   | Selejtező | Selejtező | Döntő    | Döntő    |
| Versenyző     | Versenyszám   | Eredmény  | Helyezés  | Eredmény | Helyezés |
| ------------- | ------------- | --------- | --------- | -------- | -------- |
| Lisa Misipeka | Kalapácsvetés | 61,74 m   | 14.       | kiesett  | kiesett  |

## Íjászat
Férfi
| Versenyző    | Versenyszám | Selejtező | Selejtező | 64-es főtábla                    | 32-es főtábla     | Nyolcaddöntő      | Negyeddöntő       | Elődöntő          | Döntő             | Helyezés |
| Versenyző    | Versenyszám | Pont      | Kiemelt   | Ellenfél Eredmény                | Ellenfél Eredmény | Ellenfél Eredmény | Ellenfél Eredmény | Ellenfél Eredmény | Ellenfél Eredmény | Helyezés |
| ------------ | ----------- | --------- | --------- | -------------------------------- | ----------------- | ----------------- | ----------------- | ----------------- | ----------------- | -------- |
| Kuresa Tupua | Egyéni      | 419       | 64.       | Csang Jongho (KOR) (1.) · 98-172 | kiesett           | kiesett           | kiesett           | kiesett           | kiesett           | 64.      |

## Súlyemelés
Férfi
| Versenyző     | Versenyszám | Szakítás | Szakítás | Lökés    | Lökés    | Összesen | Helyezés |
| Versenyző     | Versenyszám | Eredmény | Helyezés | Eredmény | Helyezés | Összesen | Helyezés |
| ------------- | ----------- | -------- | -------- | -------- | -------- | -------- | -------- |
| Alesana Sione | +105 kg     | 160,0    | 20.      | 197,5    | 20.      | 357,5    | 20.      |